# Lechincioara, Mureș

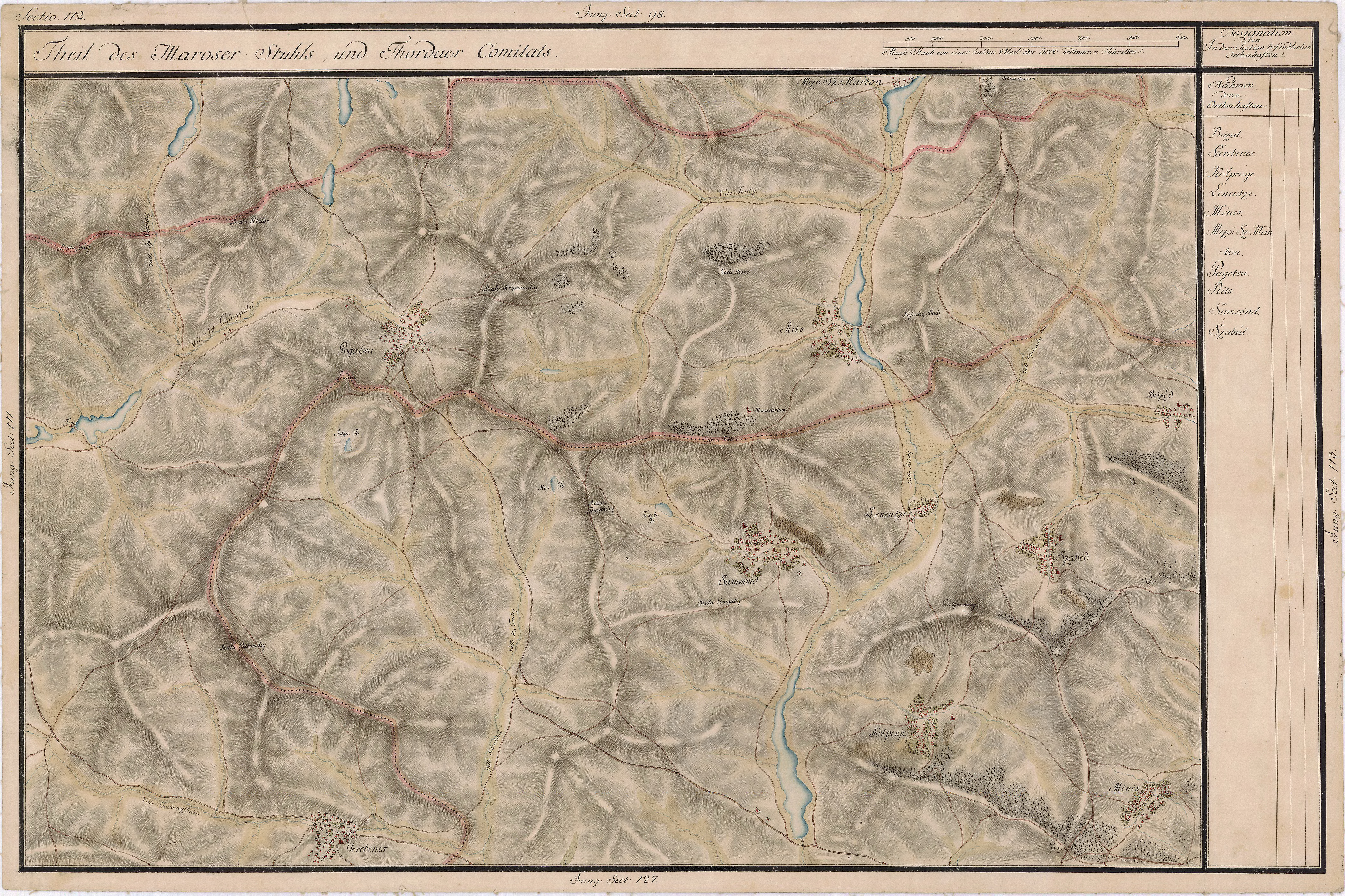
Lechincioara în Harta Iosefină a Transilvaniei, 1769-1773

Lechincioara este un sat în comuna Șincai din județul Mureș, Transilvania, România.